# Colias flaveola
Colias flaveola é uma borboleta da família Pieridae. Ela é encontrada nos Andes Tropicais da eco-zona Neotropical.

## Subespécies
- C. f. flaveola Chile
- C. f. weberbaueri Strand, 1912 Peru, Bolívia
- C. f. mossi Rothschild, 1913 Peru
- C. f. blameyi Jörgensen, 1916 Argentina
- C. f. mendozina Breyer, 1939 Argentina
- C. f. erika Lamas, 1981 Peru

## Taxonomia
Foi aceite como uma espécie por Josef Grieshuber & Gerardo Lamas.